# Pallavolo Lugano
Pallavolo Lugano ist ein Schweizer Männer-Volleyballverein aus Lugano.
Pallavolo Lugano spielte von 1989 bis 1994 in der Nationalliga A und wurde 1992 Schweizer Pokalsieger. Anschließend spielte man elf Jahre in der Nationalliga B, bevor 2005 der erneute Aufstieg in die höchste Spielklasse gelang. 2013 wurde man unter dem Sponsornamen Energy Investments Lugano Schweizer Meister und Pokalsieger und nahm in der Saison 2013/14 erstmals an der europäischen Champions League teil.